# Polígono de Reinhardt

Cuatro polígonos de Reinhardt de 15 lados (amarillo), inscritos en polígonos de Reuleaux (contornos curvados exteriores negros). Los diámetros son los segmentos azules en cada polígono

En geometría, un polígono de Reinhardt es un polígono equilátero inscrito en un polígono de Reuleaux. Al igual que en los polígonos regulares, cada vértice de un polígono de Reinhardt participa en la definición de al menos un diámetro del polígono. Existen polígonos de Reinhardt con {\displaystyle n} lados, a menudo con múltiples formas, siempre que {\displaystyle n} no sea una potencia de dos. Entre todos los polígonos con {\displaystyle n} lados, los polígonos de Reinhardt tienen el mayor perímetro posible para su diámetro, el mayor ancho posible para su diámetro y el mayor ancho posible para su perímetro. Llevan el nombre de Karl Reinhardt, quien los estudió en 1922.

## Construcción
Un polígono de Reuleaux es una forma convexa con lados de arco circular, cada uno centrado en un vértice de la forma y todos tienen el mismo radio; un ejemplo es el triángulo de Reuleaux. Estas formas son curvas de ancho constante. Algunos polígonos de Reuleaux tienen longitudes de lados que son múltiplos irracionales entre sí, pero si un polígono de Reuleaux tiene lados que se pueden dividir en un sistema de arcos de igual longitud, entonces el polígono formado como envolvente convexa de los extremos de estos arcos es un polígono de Reinhardt. Necesariamente, los vértices del polígono de Reuleaux subyacente también son puntos finales de arcos y vértices del polígono de Reinhardt, pero el polígono de Reinhardt también puede tener vértices adicionales, dentro de los lados del polígono de Reuleaux.
Si {\displaystyle n} es un potencia de dos, entonces no es posible formar un polígono de Reinhardt con {\displaystyle n} lados. Si {\displaystyle n} es un número impar, entonces el polígono regular con {\displaystyle n} lados es un polígono de Reinhardt. Cualquier otro número natural debe tener un divisor {\displaystyle d} impar, y se puede formar un polígono de Reinhardt con {\displaystyle n} lados subdividiendo cada arco de un polígono de Reuleaux regular  con {\displaystyle d} lados, en {\displaystyle n/d} arcos más pequeños. Cuando {\displaystyle n} es un número primo o el doble de un número primo, entonces solo existe una forma de polígono de Reinhardt de {\displaystyle n} lados, pero todos los demás valores de {\displaystyle n} tienen polígonos de Reinhardt con múltiples formas.

## Dimensiones y optimización
Los pares de diámetros de un polígono de Reinhardt forman muchos triángulos isósceles con los lados del polígono, con un ángulo de vértice {\displaystyle \pi /n}, a partir del cual se pueden calcular las dimensiones del polígono. Si la longitud del lado de un polígono de Reinhardt es 1, entonces su perímetro es solo {\displaystyle n}. El diámetro del polígono (la distancia más larga entre dos de sus puntos) es igual a la longitud del lado de estos triángulos isósceles, {\displaystyle 1/2\sin(\pi /2n)}. Las curvas de ancho constante del polígono (la distancia más corta entre dos rectas de soporte paralelas) es igual a la altura de este triángulo, {\displaystyle 1/2\tan(\pi /2n)}. Estos polígonos son óptimos de tres formas:
- Tienen el perímetro más grande posible entre todos los polígonos de  {\displaystyle n} lados con su diámetro, y el diámetro más pequeño posible entre todos los polígonos de {\displaystyle n} lados con su perímetro.[1]
- Tienen el mayor ancho posible entre todos los polígonos de {\displaystyle n} lados con su diámetro, y el diámetro más pequeño posible entre todos los polígonos de {\displaystyle n} lados con su ancho.[1]
- Tienen el mayor ancho posible entre todos los polígonos de {\displaystyle n} lados con su perímetro, y el perímetro más pequeño posible entre todos los polígonos de {\displaystyle n} lados con su ancho.[1]

La relación entre perímetro y diámetro para estos polígonos fue probada por Reinhardt, y redescubierta de forma independiente varias veces. La relación entre diámetro y ancho fue probada por Bezdek y Fodor en 2000; su trabajo también investiga los polígonos óptimos para este problema cuando el número de lados es una potencia de dos (para los cuales los polígonos de Reinhardt no existen).

## Simetría y enumeración
Los polígonos de Reinhardt de {\displaystyle n} lados formados a partir de polígonos de Reuleaux regulares de  {\displaystyle d} lados son simétricos: se pueden rotar en un ángulo de {\displaystyle 2\pi /d} para obtener el mismo polígono. Los polígonos de Reinhardt que tienen este tipo de simetría rotacional se denominan "periódicos", y los polígonos de Reinhardt sin simetría rotacional se denominan "esporádicos". Si {\displaystyle n} es un número semiprimo, o el producto de una potencia de dos con un potencia prima impar, entonces todos los polígonos de Reinhardt de {\displaystyle n} lados son periódicos. En los casos restantes, cuando {\displaystyle n} tiene dos factores primos impares distintos y no es el producto de estos dos factores, también existen polígonos de Reinhardt esporádicos.
Para cada {\displaystyle n}, solo hay un número finito de polígonos de Reinhardt de {\displaystyle n} lados distintos. Si {\displaystyle p} es el factor primo más pequeño de {\displaystyle n}, entonces el número de polígonos de Reinhardt periódicos de {\displaystyle n} lados distintos es
{\displaystyle {\frac {p2^{n/p}}{4n}}{\bigl (}1+o(1){\bigr )},}
donde el término {\displaystyle o(1)} usa la notación del 0 pequeño. Sin embargo, el número de polígonos de Reinhardt esporádicos es menos conocido, y para la mayoría de los valores de {\displaystyle n}, el número total de polígonos de Reinhardt está dominado por los esporádicos.

Los números de estos polígonos para valores pequeños de {\displaystyle n} (contando dos polígonos como iguales cuando se pueden rotar o reflejar para hacerse corresponder entre sí) son: 
| {\displaystyle n}: | 3 | 4 | 5 | 6 | 7 | 8 | 9 | 10 | 11 | 12 | 13 | 14 | 15 | 16 | 17 | 18 | 19 | 20 | 21 | 22 | 23 | 24 |
| #:                 | 1 | 0 | 1 | 1 | 1 | 0 | 2 | 1  | 1  | 2  | 1  | 1  | 5  | 0  | 1  | 5  | 1  | 2  | 10 | 1  | 1  | 12 |